# كليمنت تشيونغ
كليمنت تشيونغ (بالصينية: 張雲正) هو قاضي صلح ‏ صيني، ولد في 17 نوفمبر 1961.